# حق تقدم عبور با وسیله نقلیه مقابل
حق تقدم عبور با وسیله نقلیه مقابل جزء نشان‌های بازدارنده یا انتظامی راهنمایی و رانندگی است. راننده در هنگام مشاهده این علامت باید دقت کند که حق تقدم عبور با وسیله نقلیه مقابل است و شما باید به او اجازه عبور بدهید. این نشان در ایران نیز رایج است.